# 和班尼特福迪一起攻克难关
《和班尼特福迪一起攻克難關》是由QWOP作者班尼特·福迪（英語：Bennett Foddy）开发的一款电子游戏。该游戏2017年10月6日在当月的Humble Monthly中发布。游戏的Steam版本于2017年12月6日发行，同日也发布了iOS版本。2018年4月25日，Android版本发布。
该游戏也被中文圈玩家戏称为：掘地求升（改自《絕地求生》）等。因其困难的游戏玩法，YouTube、Twitch等网站的游戏实况主游戏相关视频广受欢迎。

## 彩蛋
- 若玩家持續重複往開局左邊的水坑掉落，主角漸漸會有意想不到的畸變。（已修正）
- 游戏地图的某个角落隐藏着《Sexy Hiking》中的主角图案，接近他就会与玩家对话。
- 在打铁砧那個部分，如果玩很久而沒有過關的話，將會掉下一個禮物下來。
- 當通關遊戲50次，罐子會變金色的
- 在游戏通关后，制作人会给予玩家一项奖励，并且仅在玩家保证不对此进行泄漏（录制或推流）下进行[7][8]。作者在2019年游戏开发者大会的演讲提及此事。

## 破關記錄
截至2023年8月11日，最快的破關紀錄是由Blastbolt創下的0分59.885秒。

## 外部連結
- （英文） Getting Over It with Bennett Foddy – Foddy.net（页面存档备份，存于）
- （英文） Getting Over It with Bennett Foddy on Steam（页面存档备份，存于）